# Bema fifaca
Bema fifaca är en fjärilsart som beskrevs av Dyar 1914. Bema fifaca ingår i släktet Bema och familjen mott. Inga underarter finns listade i Catalogue of Life.